# Lagocheirus unicolor
Lagocheirus unicolor là một loài bọ cánh cứng trong họ Cerambycidae.